# Aleksandr Vladimirovich Rutskoy
Aleksandr Vladimirovich Rutskoy (tiếng Nga: Александр Владимирович Руцкой) (sinh ngày 16 tháng 9 năm 1947) là một chính trị gia cánh tả người Nga và cựu sĩ quan Liên Xô. Rutskoy từng là Phó tổng thống duy nhất của Nga từ ngày 10 tháng 7 năm 1991 tới 4 tháng 10 năm 1993, và là thống đốc của Kursk Oblast từ năm 1996 tới năm 2000. Trong cuộc Khủng hoảng hiến pháp Nga năm 1993, ông đã tuyên bố là Quyền Tổng thống Nga, đối đầu với B. N. Yeltsin.

## Tuổi trẻ và sự nghiệp
A. V. Rutskoy sinh tại Proskuriv, Ukraina. Rutskoy tốt nghiệp Trường Không quân tại Barnaul (1971) và Học viện Không quân Gagarin tại Moscow (1980). Ông đã lên cấp bậc Đại tá khi được cử tham gia cuộc Chiến tranh Xô viết tại Afghanistan. Ông chỉ huy một trung đoàn không quân và đã hai lần bị bắn hạ, năm 1986 và lần thứ hai năm 1988 bởi một chiếc F-16 do Chỉ huy phi đội Athar Bukhari thuộc Không quân Pakistan điều khiển. Rutskoy khi ấy đang lái một chiếc Su-25 và lạc đường vào không phận Pakistan. Ông tìm cách nhảy dù nhưng bị quân mujahideen bắt, bị Inter-Services Intelligence thẩm vấn, và được Cục Tình báo Trung ương đề nghị đào tẩu, và sau đó được thả ra. Vì lòng dũng cảm, năm 1988 ông được phong Anh hùng Liên Xô. Với tư cách một quân nhân và một người dân tuý, ông được B. N. Yeltsin lựa chọn làm phó trong cuộc tranh cử Tổng thống Nga năm 1991.
Rutskoy làm Phó tổng thống Nga từ ngày 10 tháng 7 năm 1991 tới ngày 4 tháng 10 năm 1993. Với tư cách Phó tổng thống, ông công khai kêu gọi nền độc lập cho Transnistria và Krym khỏi Moldova và Ukraina và đã gọi điện cho lãnh đạo Gruzia Eduard Shevardnadze, đe doạ ném bom Tbilisi trong cuộc chiến tranh ở Nam Ossetia.

## Khủng hoảng hiến pháp Nga năm 1993
Sau giai đoạn hợp tác hoà bình ban đầu với Yeltsin, từ cuối năm 1992, Rutskoy bắt đầu công khai tuyên bố sự chống đối của ông với các chính sách kinh tế và đối ngoại của Tổng thống, buộc tội một số quan chức chính phủ là tham nhũng. Sự chống đối của ông với Yeltsin trở nên đặc biệt rõ trong cuộc khủng hoảng vào tháng 3 năm 1993 khi Đại hội Đại biểu Nhân dân tìm cách, nhưng không thành công, loại bỏ Yeltsin khỏi chức vụ tổng thống. Trong những tháng sau đó, chính Rutskoy bị các quan chức trong chính quyền Yeltsin buộc tội tham nhũng. Ngày 1 tháng 9 năm 1993, Tổng thống Boris Yeltsin "ngừng" các trách nhiệm phó tổng thống của Rutskoy, vì những cái gọi là cáo buộc tham nhũng. Toà án hiến pháp Nga sau đó đã tuyên bố nghị định của Yeltsin là vi hiến.
Ngày 21 tháng 9 năm 1993, Tổng thống Boris Yeltsin giải tán Xô viết Tối cao Nga, mâu thuẫn trực tiếp với các điều khoản trong Hiến pháp Liên Xô năm 1978, ví dụ:
Điều 121-6. Các quyền lực của Tổng thống Liên bang Cộng hoà Xã hội chủ nghĩa Xô viết Nga sẽ không thể được sử dụng để thay đổi tổ chức nhà nước và quốc gia của Liên bang Cộng hoà Xã hội chủ nghĩa Xô viết Nga, để giải tán hay can thiệp vào chức năng của bất kỳ tổ chức quyền lực nhà nước nào được bầu ra. Trong trường hợp này, quyền lực của tổng thống sẽ ngay lập tức chấm dứt.
Trong đêm ngày 21 tháng 9 tới 22 tháng 9, Rutskoy tới trụ sở nghị viện Nga, vào lúc 12:22 sáng, nắm lấy quyền lực Quyền tổng thống Nga, theo điều khoản trên. Ông tuyên thệ nhậm chức tổng thống, và nói: "Tôi đang nắm quyền lực Tổng thống. Nghị định vi hiến của Tổng thống Yeltsin đã bị huỷ bỏ." Chức tổng thống tạm quyền của Rutskoy, tuy rằng hợp hiến, nhưng lại không được công nhận bên ngoài nước Nga. Sau hai tuần căng thẳng, bạo lực bùng phát trên các đường phố Moskva, ngày 4 tháng 10, toà nhà nghị viện bị các lực lượng của Yeltsin chiếm. Rutskoy và những người ủng hộ ông bị bắt giữ với cáo buộc tổ chức nổi loạn quy mô lớn. Cùng ngày hôm đó, Yeltsin chính thức bãi chức phó tổng thống của Rutskoy và sa thải ông khỏi các lực lượng vũ trang. Rutskoy bị giam trong nhà tù Lefortovo ở Moscow cho tới ngày 26 tháng 2 năm 1994, khi ông và những người khác tham gia vào cả hai cuộc khủng hoảng tháng 8 năm 1991 và tháng 10 năm 1993 đều được Duma Quốc gia mới ân xá.

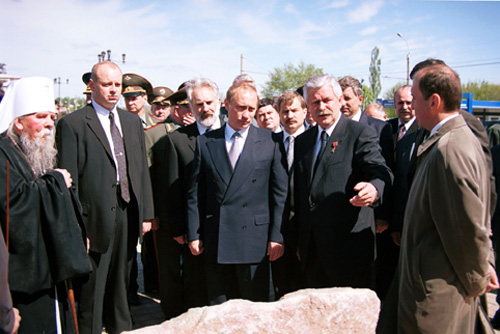
Rutskoy và Putin tháng 5 năm 2000

Ngay sau khi được thả ra, Rutskoy đã thành lập một đảng quốc gia dân tuý Derzhava (tiếng Nga: Держава), đảng này đã thất bại trong cuộc bầu cử Duma Quốc gia năm 1995, chỉ có được khoảng 2.5% số phiếu, vì thế không đạt đủ mức yêu cầu 5%. Ông đã quyết định không tham gia cuộc bầu cử tổng thống vào mùa hè năm 1996, nhưng chạy đua vào chức thống đốc tỉnh quê hương tỉnh Kursk vào mùa thu năm ấy. Là một ứng cử viên chung của Cộng sản và "các lực lượng yêu nước," ban đầu ông bị cấm tham gia tranh cử, nhưng đã được Toà án Tối cao Nga cho phép chỉ vài ngày trước cuộc bầu cử, ông giành một thắng lợi lớn với khoảng 76% số phiếu.